# Die Welle (2008)
Die Welle ist ein deutsches Filmdrama aus dem Jahr 2008. Jürgen Vogel spielt einen Lehrer, der seiner Schulklasse in einem von ihm konzipierten Sozialexperiment vorführt, wie autokratische faschistoide gesellschaftliche Strukturen entstehen. Er lässt die Schüler an einer von Disziplin und Gemeinschaftsgeist geprägten und von ihm selbst angeführten Bewegung namens Die Welle mitwirken. Regisseur und Drehbuchautor Dennis Gansel stützte seine Handlung auf das Experiment „The Third Wave“, das 1967 in Kalifornien stattfand. Auf Basis dieses Experiments schrieb Morton Rhue den Roman Die Welle (1981), der in der Bundesrepublik Deutschland und in Österreich zu einem Schullektüre-Klassiker geworden ist. Für den Film wählte Gansel einen inszenatorischen Ansatz, der die Verführung durch die Bewegung für das Publikum erfahrbar machen soll. In Deutschland sahen zweieinhalb Millionen Besucher den Film im Kino.

## Vorlage und Handlung

### Vom Schulversuch zum Schulstoff
Die Welle ist nicht der erste Film, der ein in den Vereinigten Staaten durchgeführtes Sozialexperiment als fiktionalisierte Spielhandlung darstellt. Das Stanford-Prison-Experiment von 1971 diente als Vorlage für Das Experiment (2001) von Oliver Hirschbiegel. Dennis Gansels Die Welle basiert auf dem Versuch „The Third Wave“, den der Lehrer Ron Jones 1967 an einer kalifornischen Schule ausführte. Weil seine Schüler nicht verstanden, wie es überhaupt zum Nationalsozialismus kommen konnte, stellte er eine „Bewegung“ auf, die er totalitär mit straffer Disziplin und Ahndung von Regelverstößen als Alleinherrscher führte. Das erlebte Gemeinschaftsgefühl begeisterte viele Schüler, und es schlossen sich sogar einige aus anderen Klassen an. Jones gab später offen zu, dass er die Gefolgschaft der Schüler sehr genossen habe. Um die vom Versuch entfesselte Eigendynamik aufzuhalten, brach er ihn am fünften Tag ab und zeigte den Jugendlichen die Parallelen ihrer Bewegung zu Nazi-Jugendorganisationen auf.
Später verfasste Jones eine auf den Ereignissen beruhende Erzählung, die 1976 unter dem Titel The Third Wave erschien. Der Stoff wurde 1981 für das US-Fernsehen ebenfalls unter dem Titel Die Welle verfilmt. Im selben Jahr erschien der Roman Die Welle von Morton Rhue. Die deutsche Ausgabe des Romans kam 1984 heraus, wurde in vielen deutschen Schulen zu einer oft eingesetzten Lektüre und seither über 2,5 Millionen Mal verkauft. Ebenso ist die Verfilmung von 1981 bei fast allen öffentlichen Medienzentren verfügbar. Weltweit ging der Stoff in etliche Theaterstücke und Rollenspiele ein.

### Handlung des Films
Im Mittelpunkt der Geschichte, die in einer fiktiven deutschen Stadt und in gehobenen sozialen Schichten spielt, stehen der Gymnasiallehrer Rainer Wenger und seine Schüler. Während einer schulischen Projektwoche zum Thema „Staatsformen“ bekommt der lockere und bei den Schülern beliebte Wenger, der einst Hausbesetzer in Berlin-Kreuzberg war und sich von den Schülern duzen lässt, statt seines bevorzugten Themas Anarchie das Thema Autokratie zugeteilt. Seine Schüler finden das wiederholte „Durchkauen“ des Themas anhand des Nationalsozialismus langweilig und meinen, es bestehe im heutigen aufgeklärten Deutschland keine Gefahr einer Diktatur mehr. Also entschließt sich Wenger, die Woche als pädagogischen Selbstversuch durchzuführen.
Er ändert die Sitzordnung in eine frontal auf ihn gerichtete Position und fordert die Schüler auf, beim Reden aufzustehen und schnelle, knappe Antworten zu geben. Dann lässt er sie zwecks körperlicher Ertüchtigung im Gleichschritt auf der Stelle marschieren. Diese Übungen bringt er als Vorschläge, über die sie abstimmen dürfen. Der strenge Ton und die straffe Disziplin kommen bei den meisten Schülern gut an, und sie sind motivierter. Schließlich gründet der Lehrer zu Demonstrationszwecken – darüber klärt er die Schüler nicht mehr auf – eine Art autokratische Bewegung. Die Prinzipien der Gruppe sind „Macht durch Disziplin“, „Macht durch Gemeinschaft“ und „Macht durch Handeln“. Als Erkennungsmerkmal und eine Art Uniform sollen alle Mitglieder der Gruppe weiße Hemden tragen. Zwei Mädchen protestieren gegen diese Vorschriften, wechseln schließlich den Kurs und sehen sich deswegen zunehmenden Anfeindungen im Freundeskreis ausgesetzt. Der Kurs erhält unterdessen durch Mundpropaganda Zulauf von Schülern aus anderen Kursen. In ihrer Begeisterung bitten einzelne Schüler den Lehrer, dem Ganzen einen Namen zu geben. Die noch demokratische Abstimmung ergibt den Namen „Die Welle“, einer der Schüler entwirft ein Logo und es wird eine gemeinsame Grußgeste eingeführt. Es entstehen neue Ideen, die „Welle“ zu verbreiten und sich in die Bewegung einzubringen. Bald hat die „Welle“ den Rahmen des Unterrichts verlassen und durchdringt den außerschulischen Alltag. Die einst schleppend verlaufenden Theaterproben gewinnen an Struktur und die von Wenger trainierte Wasserballmannschaft mehr Zuschauer. Der Zusammenhalt wächst, die Welle-Mitglieder beschützen einander vor außenstehenden Pöblern, sprühen das Welle-Logo nachts in wilden Gruppenaktionen an Wände in der ganzen Stadt und veranstalten eine spontane Fete.
Der Schüler Tim, früher ein nicht respektierter Außenseiter und nun der flammendste Anhänger der „Welle“, erklärt sich zum persönlichen Leibwächter von Wenger. Der Lehrer ist anfangs nicht davon begeistert, lässt es jedoch aufgrund Tims familiärer Probleme zu. Umgekehrt widersetzt sich die freiheitlich gesinnte Karo der Bewegung, anfänglich, weil ihr das weiße Hemd nicht gefällt, immer mehr aber, weil sie die Gefahren der Bewegung erkennt. Als sie eines Nachts allein im Schulgebäude Flugblätter kopiert und diese vor allen Schulzimmern auslegt, fühlt sie sich verfolgt. Allmählich läuft das Experiment aus dem Ruder. Wenger kann die Bewegung nicht mehr aufhalten, geschweige denn die Dynamik erfassen, die sich außerhalb der Schule abspielt. Seine Frau, Lehrerin an derselben Schule, wirft ihm vor, dass er seine Führerrolle genieße, doch er ignoriert ihre Warnungen. Erst als es zu Gewalttaten gegen Menschen kommt, die sich der Welle widersetzen, beschließt Wenger, das Experiment zu beenden und die Bewegung aufzulösen.
Am Samstag nach dem Projektbeginn lädt Wenger die Anhänger zu einer Vollversammlung ein. Zunächst macht er Stimmung, hetzt sie gegen einen opponierenden Schüler auf und befiehlt, ihn auf die Bühne zu bringen. Er beschimpft ihn als Verräter. Dann fragt er einen jener Schüler, die den Opponenten auf die Bühne gebracht haben, warum er dies getan habe. „Weil Sie es gesagt haben.“ Wenger fragt die Schüler kritisch, ob sie den Dissidenten auch umgebracht hätten, wenn er das angeordnet hätte. Als er den Zuhörern erklärt, dass alles nur ein Experiment gewesen und jetzt vorbei sei, wollen einzelne Schüler das Ende ihrer Bewegung nicht wahrhaben und verteidigen leidenschaftlich ihre „Welle“. Nachdem Wenger es mit Mühe geschafft hat, sich gegen diese erste Reaktion durchzusetzen und die Mehrheit zu überzeugen, tritt zunächst betretenes Schweigen unter den Schülern ein. Darauf zieht der verzweifelte Tim eine Pistole, verkündet, dass „die Welle lebt!“, und schießt zunächst einen Mitschüler an. Als Wenger ihn beruhigt, nimmt Tim die Waffe wieder herunter. Da die „Welle“ Tims Leben war, wie er verzweifelt bekannt gibt, erschießt er sich danach selbst. Die Schüler sind traumatisiert und Wenger wird von der Polizei abgeführt.
Schließlich ist zu sehen, wie er im Polizeiwagen sitzt und ungläubig erkennt, welches Ausmaß sein Experiment angenommen hat.

## Entstehungshintergrund
Das Drehbuch beruht auf einem Artikel von Ron Jones, in dem er seine Erinnerungen an den Versuch schilderte. Die Rechte, die bei Sony lagen, wurden Dennis Gansel für einen deutschen Film überlassen. Dadurch erhielten Morton Rhue, dessen Roman den Stoff insbesondere in Deutschland popularisierte, und der herausgebende Ravensburger-Verlag keine unmittelbare Vergütung aus dem Filmprojekt. Gansel schrieb ein Jahr lang am Buch, ehe er Peter Thorwarth als Koautor beizog. Das Drehbuch verlegt den Versuch aus dem Kalifornien der 1960er Jahre ins Deutschland der Gegenwart, an einen nie namentlich genannten Ort, der stellvertretend für das ganze Land steht. Gansel erklärte, er habe Jones’ Versuch nicht exakt nacherzählen, sondern zeigen wollen, wie er im heutigen Deutschland ablaufen würde. Der Film sei keine Adaption, Figuren und Dialoge, Anfang und Ende habe er geändert. Dazu zählen Nebenaspekte – das Footballteam der Vorlage spielt im Film Wasserball, und der Trainer ist der Lehrer selbst – vor allem jedoch die im Film eingeführte physische Gewalt und das blutige Ende. Dennoch behauptete Gansel in einem Pressegespräch, er habe unbedingt ausschließen wollen, dass sein Film so stark vom damaligen Versuch abweiche wie das Buch von Rhue. Dabei bezeichnete er Jones, der dem Filmprojekt als Berater zur Verfügung stand, als „praktisch unser lebendes Echtheitszertifikat“. Jones halte die Figuren in Rhues Roman für schlecht getroffen. Der Ex-Lehrer äußerte sich dazu, Gansels Film komme den tatsächlichen Begebenheiten „unglaublich nahe“.
Gemäß Gansel lehnten die Vertreter der zunächst befragten bayerischen Filmförderung das Filmprojekt ab, weil sie es stark an Rhues Roman maßen und im eingereichten Drehbuch eine klare Haltung des Lehrers gegen autoritäres Denken vermissten. Das Projekt war gefährdet und die erste Förderinstanz, die einstieg, war das Medienboard Berlin-Brandenburg. Danach kamen die Filmförderungsanstalt und der Deutsche Filmförderfonds sowie neben einigen anderen Koproduzenten die Constantin Film hinzu, die zudem den Verleih übernahm. Bei 4,5 Millionen Euro Budget kam das Projekt auf 38 Drehtage.

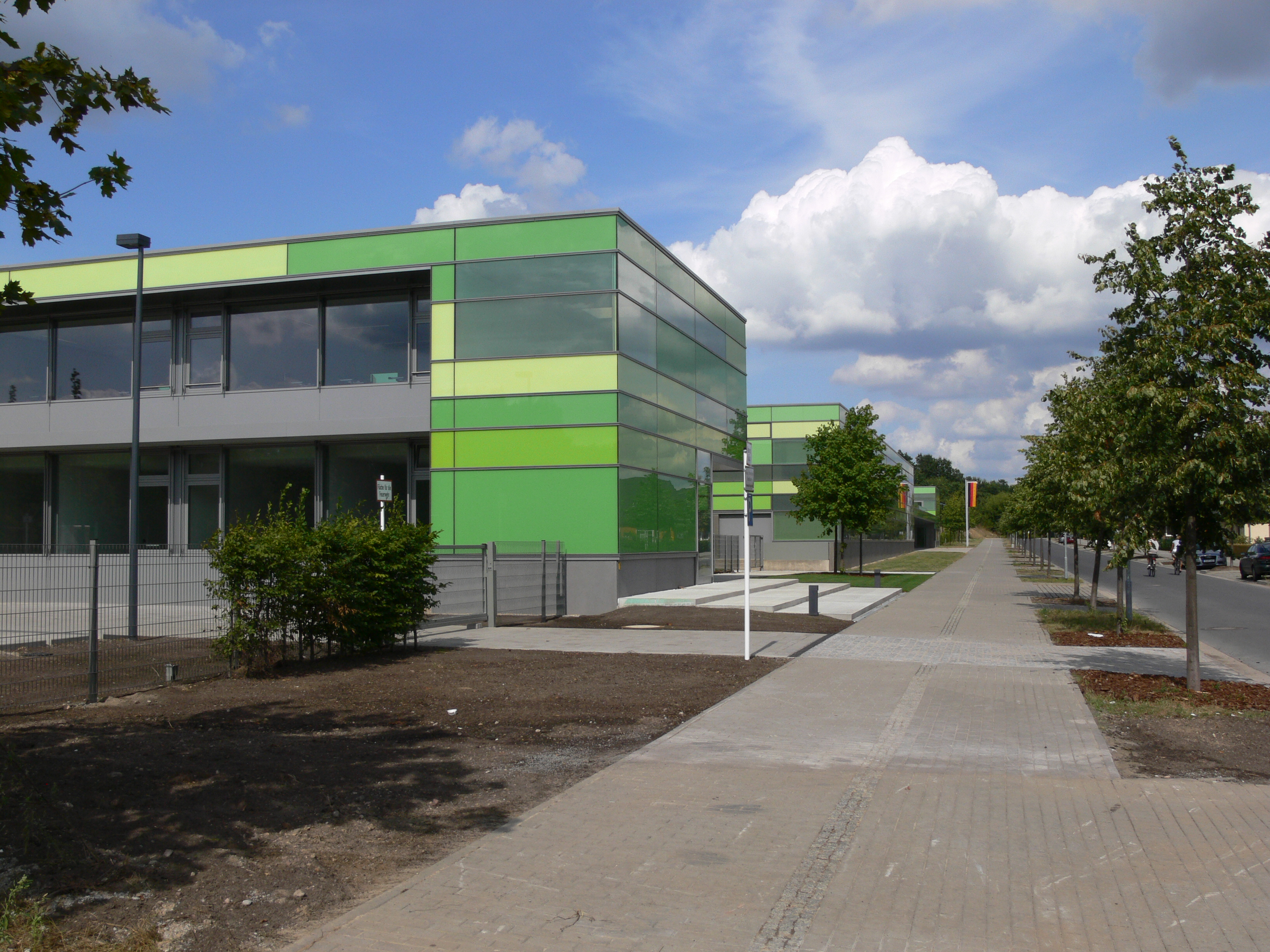
Das Marie-Curie-Gymnasium in Dallgow-Döberitz

Der Dreh fand im Juli und August 2007 statt. Wegen des gedrängten Drehplans entstanden einige Tagesszenen in der Nacht. Für die meisten Szenen richtete man das Licht am Morgen ein und konnte dann ohne Umstellungen den ganzen Tag arbeiten. Daher kommt das Licht nur von einer Seite. Als Drehort kam für Gansel nur ein modernes Schulgebäude in Frage, bei dem nicht der Eindruck entstehen könne, in ihm hätten schon Nazis unterrichtet, und das nichts Wilhelminisches an sich hätte. Die Wahl fiel auf den jüngst bezogenen Neubau des Marie-Curie-Gymnasiums im brandenburgischen Dallgow-Döberitz, das die meisten Komparsen als Schüler besuchten. Die Aufnahmen rund um das Wasserballspiel entstanden im Paracelsus-Bad in Berlin-Reinickendorf, einige der Nachtszenen rund um das Berliner Hansaviertel. Weitere Drehorte befinden sich in Potsdam. So wurde dort auf Rolltreppen und in Läden im Einkaufszentrum Stern-Center gedreht, die Szenen der Strand-Fete sind in der zu dieser Zeit noch nicht vollständig bebauten Potsdamer Speicherstadt entstanden und das frühere Fachhochschulgebäude am Alten Markt dient in einigen Szenen als Kulisse, während die benachbarte Nikolaikirche im Film das Rathaus darstellte, wo die waghalsigen Szenen auf dem damaligen Renovierungsgerüst der Kirche entstanden, um auf der Verkleidung das Welle-Logo anzubringen.
Es war ursprünglich nicht vorgesehen, die Rolle von Wengers Frau mit Christiane Paul zu besetzen, die beim Dreh – wie im Film kurz zu Beginn zu sehen – im siebten Monat schwanger war. Ron Jones ist kurz als Gast im Restaurant zu sehen, als die Jugendlichen das Logo ans Gebäude sprühen. Eine kleine Nebenrolle übernahm der Regisseur, einmal auf der ersten Party und einmal im Hausflur vor Marcos Wohnung. Gansel und Jennifer Ulrich, Darstellerin der Karo, wurden bei den Dreharbeiten zum Paar.

## Wesen des Films

### Gansels Konzept
Dennis Gansel meinte, die deutschen Schüler seien der Thematik des Nationalsozialismus überdrüssig. Bei sich selbst hatte er im Unterricht eine Übersättigung festgestellt und fand erst nach dem Film Schindlers Liste einen emotionalen Bezug zur deutschen nationalsozialistischen Geschichte. Einen Unterschied zwischen dem damaligen Experiment in den USA und dem heutigen Deutschland machte er darin aus, dass sich die amerikanischen Schüler schockiert gefragt hatten, wie es Konzentrationslager geben konnte. Der Ausgangspunkt seines Films sei, dass man sich aufgrund der intensiven Beschäftigung mit Nationalsozialismus und seinen Mechanismen davor gefeit fühle. „Genau darin liegt die große Gefahr. Es ist interessant, dass man immer meint, den anderen passiere so etwas und nie einem selbst. Man schiebt es auf die anderen, die weniger gut ausgebildeten oder die Ostdeutschen usw. Aber im Dritten Reich war der Hausmeister genauso von der Bewegung fasziniert wie ein Intellektueller.“
Der von Wohlstand geprägte Ort weist keine auffälligen sozialen oder wirtschaftlichen Probleme auf, und der Lehrer pflegt einen liberalen Lebensstil. Für Gansel erhält die Handlung durch die Ansiedlung in einem solchen Umfeld eine psychologische Allgemeingültigkeit, von der er sehr überzeugt sei. „Es denken ja immer alle, dass sie in Hitler-Deutschland Anne Franks und Sophie Scholls gewesen wären. Ich halte das für ausgemachten Unsinn. Widerstandsbiografien entstehen eher aus Zufällen heraus.“ Karos politisches Bewusstsein und ihre Oppositionshaltung entstehe aus Eitelkeit: Das weiße Hemd gefällt ihr nicht. Früher sei er sich sicher gewesen, er hätte zum Widerstand gezählt, doch bei der Arbeit an der Welle habe er gemerkt, dass die Vereinnahmung „so unpolitisch“ ablaufe. Jeder Mensch habe das Bedürfnis nach Zugehörigkeit zu einer Gruppe. Die Antiglobalisierungsbewegung und andere aktuelle politische Jugendbewegungen funktionierten ähnlich wie die Welle, weil sie dieselbe Gruppendynamik besäßen. Entscheidend sei die jeweilige Zielsetzung.
Dass Filme eine größere politische Wirkung entfalten könnten, glaube er nicht, zumal ein Film nur jene erreiche, die eine Sensibilität für das Thema schon mitbrächten. Allenfalls könnten Filme Diskussionen anstoßen, aber dazu müssten sie äußerst unterhaltsam sein. „Es gab in Deutschland immer ein großes Missverständnis, dass Politik im Kino gleichbedeutend mit Langeweile ist.“ Zwischen anspruchsvollem Kino in der Art Christian Petzolds und Unterhaltungskomödien von Til Schweiger klaffe in Deutschland eine enorme Lücke, die dringend auszufüllen sei. Den Film habe er so gestaltet, dass er beim Publikum „verführerisch rüberkommt“, Lust auf die Welle mache und die Anziehungskraft einer solchen Bewegung aufzeige. Seine Wahl des Hauptdarstellers fiel auf Jürgen Vogel, weil er in dieser Rolle jemanden wollte, den man selbst gern als Lehrer gehabt hätte, Vogel echte Lebenserfahrung und eine bestimmte Art von Autorität mitbringe. In seiner Schulzeit sei es diese Art Lehrer gewesen, der er am meisten Vertrauen entgegenbrachte. Der Regisseur, dessen Großvater Wehrmachts-Offizier gewesen war, gab zugleich bekannt, mit der Welle sei das Thema Nationalsozialismus für ihn als Filmemacher abgeschlossen.

### Formale Umsetzung
Lehrer Wengers lockeres Auftreten zu Beginn des Films fördert zunächst die Erwartung einer Komödie. Rezensenten haben eine Nähe zu jenen amerikanischen Filmen festgestellt, in denen berufene Pädagogen das Potenzial benachteiligter Schüler wachrufen, wie etwa in Der Club der toten Dichter, sowie zum US-High-School-Film, in dem jede Figur einen bestimmten Typ Jugendlichen repräsentiert. Gansel fokussiert weniger auf die psychologischen Motivationsprozesse der individuellen Figuren als auf das resultierende Gemeinschaftsgefühl. Sein Drehbuchkoautor Thorwarth betonte, man müsse die Figuren sehr klar zeichnen, wenn man ob ihrer Vielzahl den Erzählfaden nicht verlieren wolle. Strukturiert ist der Film durch die fünf Tage der Projektwoche, wobei der Beginn jedes neuen Wochentags mittels einer Einblendung kenntlich gemacht wird.
Der Erzählstil hält das Publikum nicht auf Abstand, damit es über das Gesehene nachdenken kann, sondern lässt es die Ereignisse miterleben. So erzählt er den Handlungsablauf linear. Ähnliche Erlebnisse mehrerer Figuren, zum Beispiel wenn die Schüler am Abend den Eltern vom Schultag erzählen, sind als Parallelmontage umgesetzt und demonstrieren die Bandbreite der Wahrnehmungen des Tages. Die Erzählperspektive des gesamten Films ist die einer dritten Person, auch wenn er in einzelnen Sequenzen die subjektive Sicht einzelner Figuren einnimmt, etwa jene Karos nachts im Schulhaus, oder die Wengers am Schluss, als er abgeführt und weggefahren wird. Hat er in der Eröffnungssequenz in Untersicht gefilmt noch zu Rockmusik gesungen, so ist der Lehrer bei dieser Fahrt deutlich bedrückt. „Lange Zeitlupeneinstellungen spiegeln [seine] quälenden Selbstvorwürfe wider“. Der Wechsel in die subjektive Sicht der nachdenklich gewordenen Figur entspricht der Gesamtdramaturgie des Films, der den Zuschauer an diesem Punkt zur Reflexion aufruft. Die Drastik des Endes begründete Gansel mit der Notwendigkeit, das Publikum nach seiner Verführung über die Länge des Films schließlich zu schockieren, eine klare Gegenaussage zu liefern und Haltung zu beziehen. Ein Kritiker vermutete, „dass man hierzulande nicht einfach Adolf sagen kann, ohne auch B zu sagen. Wer also den Faschismus entfesselt, muss dann schon ein paar Tote nachliefern.“
Durch den ganzen Film hindurch verwendet die Kamera Auf- und Untersichten, um Machtverhältnisse auszudrücken, wer „oben“ ist und wer „unten“. Bei manchen Einstellungen lehnt sich der Film an die Stilmittel von Nazi-Wochenschauen an, die Hitlers Reden festhielten. So ist zum Beispiel während der Schlussrede, die Wenger vor dem Plenum hält, die Kamera dicht hinter ihm auf Nackenhöhe platziert und bietet einen Blick an ihm vorbei auf die geometrisch angeordnet sitzende Schülermasse hinunter. Andere Szenen sind an der Popkultur orientiert, insbesondere ist die Sequenz, in der Welle-Anhänger das Logo an Bauten sprühen, im Stil eines Musikvideos inszeniert. Dieses Logo ist als „eine zackige Tsunami-Welle wie aus einem Manga-Comic“ gestaltet. Die Schnitte haben eine hohe Frequenz und sind hart, „schnell, ja rasant ist die Kameraführung“ und die über viele Szenen gelegte Rockmusik wurde oft als „treibend“ charakterisiert.

## Kritik

### Zu Darstellern, Figuren und Inszenierung
Die deutsche Kritik über Die Welle war sehr gespalten. Ungeteilt waren die Meinungen nur hinsichtlich der Darsteller. „Von der ersten Szene an zieht dieser sympathische Kerl den Zuschauer auf seine Seite“, hieß es über Jürgen Vogel, er setze die moralische Zweideutigkeit seiner Figur in „quecksilbrige Energie“ um. Er spiele realitätsnah, sei „glaubhaft“ oder ideal besetzt. Bei den Jungdarstellern war „überzeugend“ die meistbenutzte Vokabel, wobei der 18-jährige Frederick Lau in der Rolle des Außenseiters Tim einige Hervorhebung fand.
Im Unterschied zum Lob für die Schauspieler äußerten viele Rezensenten Bedenken gegenüber den vom Drehbuch entworfenen Figuren. Psychologische Entwicklungen kämen zu kurz, Wenger und die übrigen Figuren seien teilweise mittels Klischees gezeichnet, ihnen hafte „etwas Modellhaftes“ an, sie seien „leicht überzeichnete Stereotypen“ oder „Platzhalter“. Mangels Vertiefung in ihre Motive und Gefühle wirkten sie distanziert, insbesondere Karos Wandlung von der begeistert Mitmachenden zur kämpferischen Opponentin sei nicht nachvollziehbar. Bei den Schülern sei keine zwingende Motivation zu erkennen, weshalb sie sich der Bewegung überhaupt anschließen, ihr Bekenntnis zu Konformität sei heute im Westen kaum vorstellbar. Der Film wirke deshalb „oft arg pädagogisierend: Man weiß, was gemeint ist, nur glaubt man es nicht so recht.“ Die angebliche Hörigkeit der Welle-Anhänger werde zudem durch exzessives Feiern und Taggen unterlaufen. Warum der als Persönlichkeit gefestigte Lehrer dem von ihm selbst in Szene gesetzten Rollenspiel anheimfalle, bleibe „etwas rätselhaft“. Da Gansel ihm eine Position als Linker und ehemaliger Hausbesetzer zuschreibt, liefere er unfreiwillig einen Beleg für Götz Alys These, die 68er hätten autoritäres Gedankengut von 33er-Nazis fortgesponnen. Doch wurde die Figurenzeichnung des Films auch verteidigt: „Die Kategorisierung ist hier vielmehr notwendig, zeigt sie doch die Anfälligkeit gänzlich unterschiedlicher Menschen für ein und dieselbe Idee.“
Uneinig war man auch hinsichtlich der Inszenierung. Spannend, aufwühlend und fesselnd sei der Streifen, und behandle einen schwierigen Stoff als spannende Unterhaltung, lauteten manche Urteile. Für einen Mainstream-Film sei Die Welle oftmals „angenehm rau und rotzig.“ Andere fanden den Film bieder, einem Tatort-Fernsehkrimi ähnlich, inszeniert, oder ließen sich über die „Graffiti-Aktion und eine ausufernde Party in zäher Länge“ aus. Ebenso umstritten war die Bewertung des von Gansel geschriebenen Filmendes. An Schulmassakern orientiert, passe es nicht zum Thema der autoritären Strukturen. Die Zuspitzung zum Amok sei unnötig, weil ja gerade Jones’ Experiment einen Alltagsfaschismus ohne Blut bereits demonstriert habe. Doch es gab auch Lob, dass hier die Welle-Bewegung nicht bloß mit einem Aha-Effekt implodiere, sondern bei den Schülern eine lehrreiche Erschütterung auslöse. Spielfilme, die auch als Unterrichtsmaterial taugen sollen, seien schwierig herzustellen, denn zu direkte, plumpe Botschaften ließen die Schüler unbeeindruckt, ebenso wie eine allzu subtile Filmsprache an ihnen vorbeigehe. Gansel habe einen Kompromiss geschafft, er zeige die Probleme, lasse dem Publikum aber die Möglichkeit, sie selbst zu erkennen. Das Konzept, dem Publikum eine schreckliche Gesellschaftsordnung fühlbar zu machen und es zu verstören, funktioniere. Der Streifen suche die Nähe zum Gegenstand und mache das Verführtwerden und die Faszination plausibel erfahrbar. Als „wertvoller Beitrag zur Diskussion“ um die Bedürfnisse des Individuums in der Gesellschaft gebe er keine fertigen Antworten und rege zur Auseinandersetzung an. „Die Welle ist der rechte Film zur rechten Zeit“, denn er zeige, wohin die aufkommenden Diskussionen über Schuluniformen und das Lob der Disziplin führen könnten.

### Zum Experiment
Einen Schwerpunkt der Kritik bildeten die Prämissen und Ergebnisse des dargestellten Sozialversuchs. Die Übertragung des Experiments aus den Vereinigten Staaten nach Deutschland überzeugte Julia Teichmann von der Berliner Zeitung nicht. Die in Deutschland historisch bedingt erhöhte Sensibilität für autoritäre Ansätze hätte den Versuch schnell an verschiedenen Kontrollinstanzen scheitern lassen. In der Süddeutschen Zeitung besprach Tobias Kniebe den Film, der wenig mit dem Versuch von 1967 zu tun habe, negativ. Gansel erkläre undifferenziert das Gemeinschaftsgefühl für gefährlich: „Wer aber ausgerechnet damit vor dem Faschismus warnen will, dass er ihn aller Inhalte beraubt; wer die Gefahr ganz unhistorisch und undifferenziert in Nirgendwo verortet; und wer dann auch noch vorgibt, rettende Wachsamkeit zu verbreiten – der ist doch eher ein Teil des Problems als ein Teil der Lösung.“ Auf vollkommene Ablehnung stieß der Film auch bei Ekkehard Knörrer von der taz. Für ihn hat Gansel seine Affinität zu Nazis schon mit Napola (2004) bewiesen, und obwohl der Regisseur beide Filme als Warnung deklariert habe, sei er beide Male naiv der Lust an den gezeigten autoritären Gemeinschaften verfallen. Die Welle sei „einfach nur töricht,“ Gansel völlig „auf die Sekundärtugend Handwerk fixiert“, und verstehe Kunst als Angeberei und nicht als Suche nach Ausdruck für einen bestimmten Inhalt. Ihm fehle ein Erklärungsansatz für das Entstehen einer faschistischen Jugendbewegung, so dass die Dialoge aufgesagt und die Bilder klischiert wirkten. „So bezeichnend wie grundfalsch ist die Idee, die Geschichte aus allen genaueren geografischen und sozialen Zusammenhängen zu lösen.“ Gansel unterbreite in seinen Filmen dem Publikum passives Verhalten als Identifikationsangebot und unterstelle „einen Verhaltens-Determinismus, der das Mitläufertum als die natürlichste Sache der Welt erscheinen lässt.“ Der Versuch solle belegen, was Voraussetzung des Versuchs sei, nämlich dass die Menschen gar nicht anders könnten. „Der Mensch in seiner Unfreiheit ist bloß die Laborratte, die man […] ins Nirgendwo einer vermeintlichen Allgemeingültigkeit transportiert. Das Prinzip der Verallgemeinerung ist dabei nicht die Schärfung und Zuspitzung, sondern die Reduktion: des Individuums auf die Versuchsmaus, des Verhaltens auf seine Determinierung […] und der persönlichen Entscheidung auf ihre Motivation.“ Gansels Film funktioniere nach dem gleichen Muster wie Das Experiment und Der Untergang (beide von Oliver Hirschbiegel), und wie Warum Männer nicht zuhören und Frauen schlecht einparken und Elementarteilchen, alle von der Constantin produziert. Für sich alleine nur langweilig, ergäben diese Filme zusammen einen flächendeckend ausgeführten sozial- und geschlechterpolitischen Rückschlag.
Demgegenüber äußerte sich Hanns-Georg Rodek von der Welt wohlwollend über den Film und seine Versuchsanordnung im Stil von Das Experiment. Während der Regisseur bei Napola der nationalsozialistischen Ästhetik zu erliegen schien, sei er hier distanzierter und liefere eine brillante Analyse, nach welchem Verfahren eine Gemeinschaft das Individuum unterwerfe. Dabei müsse das Publikum zunächst den Ungläubigkeitsreflex überwinden, der sich aus einem der Grundsätze der Bundesrepublik herleite, nämlich dass totalitäre Strukturen nie wieder entstehen dürften. „Gansel spielt sein Drama mit der Mechanik eines Brechtschen Lehrstückes durch, vom unschuldigen Montag bis zum tödlichen Samstag.“ Das rechtfertige die „stereotypen,“ „klar konturierten“ Figuren mit jeweils zugewiesener Funktion wie bisher Benachteiligter, Mitläufer oder Widerständler: „Experimente brauchen eindeutig definierte Parameter.“ In seiner tendenziell zustimmenden Besprechung in Spiegel Online empfahl Christoph Cadenbach den Streifen für den Unterricht. Er gebe jenen Sehnsüchten viel Raum, welche die Leerstellen in der Seele der Figuren seien, in die sich der Faschismus eingrabe. Der Kritiker bemängelte allerdings, der Film lasse eine wichtige Sehnsucht aus. „Der Außenseiter, der Ausländer, der Hedonist und der Unterschichtler. Sie alle sind anfällig für das Gemeinschaftsversprechen der „Welle“. In dieser Aufzählung fehlt, und das muss man dem Film ankreiden, die Figur des getriebenen Teenagers, dem Kind des Neoliberalismus, der sich den marktwirtschaftlichen Zwängen angepasst hat und vom Praktikum ins Fitnessstudio in die Theaterprobe eilt, weil er weiß, dass nur er allein dafür verantwortlich ist, was aus ihm wird. Auch dieser gehetzte Karrierist hätte ein Bad im Welle-Wasser wohl genossen.“ Doch ausgerechnet Karo, die einer solchen Figur am nächsten komme, repräsentiere den Widerstand gegen die Bewegung. Damit erteile der Film dem Leistungsdenken der Marktwirtschaft unkritisch die Absolution.

### Im Ausland
Der italienische Corriere della Sera bedauerte, dass das politisch-pathologische Thema einhergehe mit einem banalen filmischen Medium, dem amerikanischen B-Film der 1950er-Jahre. Nach dem tragischen Ende in Zeitlupe scheine der kollektive Wahn wie von der Ambulanzsirene weggewischt. Das niederländische Algemeen Dagblad sah einen eindrücklichen, realistischen Film, in dem aber die Wandlung von Schülern zu Welle-Mitgliedern zu abrupt erfolge. Für brillant hielt ihn der britische Guardian, da trotz weit hergeholter Grundannahmen die Jugendlichen natürlich und glaubhaft wirkten. Die Deutschen stünden für diese offensichtliche Parabel aufs Dritte Reich Schlange, weil sie die Erinnerung daran brauchten, war die spanische El Mundo überzeugt. Der Film sei bloßlegend und erschreckend real. In seinem überraschenden Debüt (sic), so El País, erzähle Gansel mit Überzeugung, Rhythmus und Glaubwürdigkeit. Schade sei nur, dass er auf gar akademische Weise inszeniere und die Verhaltensänderungen des Lehrers nicht immer auf der gewünschten Höhe seien.
Die französische Positif fand die behandelten Fragen interessanter als die Inszenierung. „Trotz der thematischen Fülle hat man als Zuschauer ein wenig den Eindruck, einer Curling-Partie beizuwohnen.“ Zustimmend begegneten die Cahiers du cinéma dem Film, der befreit von pädagogischer Schwere und gestützt von den jungen Schauspielern, universelle Tragweite habe. Das Wellen-Logo schmücke sich mit der falschen Unschuld einer Handelsmarke und beunruhige durch die Vermischung eines banalen Erkennungszeichens der Konsumgesellschaft mit dem Gruß eines totalitären Modells: Beide kennzeichnen Zugehörigkeit und Ausschluss. Die Rauferei mit Punks sei weniger ideologisch denn ein Aneinandergeraten modischer Stile. Beim nächsten Weltkrieg würden Soldaten von Adidas und von Reebok gegeneinander kämpfen, so gesehen sei Die Welle gelungen.

## Kassenerfolg und Auszeichnungen
Zum Kinostart stellte der Verleih die Broschüre Material für den Unterricht zur Verfügung, die Lehrkräften bei „Den Kinobesuch vorbereiten“ und „Den Kinobesuch nachbereiten“ helfen sollte. Außerdem erschien ein offizieller Roman zum Film, geschrieben von Kerstin Winter. Mit 279 Kopien kam Die Welle am 13. März 2008 in Deutschland in die Kinos, in Österreich einen Tag später. Der Film erreichte 2,5 Millionen deutsche Kinozuschauer.
Bei der Verleihung des Deutschen Filmpreises 2008 erhielt Die Welle den Preis für die Beste männliche Nebenrolle (Frederick Lau) und den Filmpreis in Bronze in der Kategorie Spielfilm. Nominiert war außerdem Ueli Christen für den Schnitt des Films. Im selben Jahr wurde Hauptdarsteller Jürgen Vogel für den Europäischen Filmpreis 2008 als Bester Darsteller nominiert. Außerdem lief Die Welle auf dem Sundance Film Festival in der Sektion World Cinema – Dramatic, ohne eine Auszeichnung zu erringen. Der Film kam auch in die engere Auswahl deutscher Bewerber für den Auslands-Oscar, hatte aber gegenüber Der Baader Meinhof Komplex das Nachsehen.
Im April 2018 wurde bekannt, dass Rat Pack Filmproduktion eine auf dem Film basierende Serie namens Wir sind die Welle im Auftrag von Netflix produzieren wird.

### Vorlage
- Morton Rhue: Die Welle. Bericht über einen Unterrichtsversuch, der zu weit ging (Originaltitel: The Wave). Deutsch von Hans-Georg Noack. Limitierte Sonderausgabe. Ravensburger Buchverlag, Ravensburg 2008, ISBN 978-3-473-54315-1

### Gespräche
- Mit Dennis Gansel in Der Standard, 11. Februar 2008, S. 28: Faschismus ist für alle anziehend.
- Mit Jürgen Vogel in der Süddeutschen Zeitung, 19. Februar 2008: Wer wären Sie unter Hitler gewesen, Herr Vogel?
- Mit Jürgen Vogel und Jennifer Ulrich in Spiegel online, 9. März 2008: http://www.spiegel.de/schulspiegel/wissen/juergen-vogel-ueber-die-welle-es-ist-toll-wenn-alle-an-deinen-lippen-haengen-a-538855.html
- Mit Dennis Gansel im Hamburger Abendblatt, 10. März 2008, S. 3: „An den psychologischen Mechanismen hat sich nichts geändert“
- Mit Dennis Gansel in den Stuttgarter Nachrichten, 10. März 2008, S. 12: „Widerstandsbiografien entstehen aus Zufällen“

### Kritikenspiegel
Positiv
- Cinema, Nr. 4/2008, S. 34–36, von Heiko Rosner: Das Ende der Unschuld
- film-dienst Nr. 6/2008, S. 53, von Mike Beilfuß: Die Welle
- Die Welt, 13. März 2008, S. 27, von Hanns-Georg Rodek: Experiment Nationalsozialismus
- Die Zeit, 13. März 2008, von Maximilian Probst: Macht durch Handeln!

Eher positiv
- Spiegel Online, 10. März 2008, von Christoph Cadenbach: Wie Schüler sich freudestrahlend in Faschisten verwandeln

Gemischt
- epd Film, Nr. 3, März 2008, S. 46, von Ulrich Sonnenschein: Die Welle
- Focus, 10. März 2008, S. 68, von Harald Pauli: Lass den Nazi raus!
- Frankfurter Rundschau, 13. März 2008, S. 33, von Daniel Kothenschulte: Der freie Wille

Negativ
- Frankfurter Allgemeine Zeitung, 13. März 2008, S. 36, von Andreas Kilb: Auf Wiedersehen, Kinder
- Süddeutsche Zeitung, 12. März 2008, von Tobias Kniebe: Der Faschist in uns
- taz, 12. März 2008, S. 15, von Ekkehard Knörrer: Der Mensch ist eben auch nur eine Ratte im Labor
- Der Tagesspiegel, 13. März 2008, S. 31, von Sebastian Handke: Die Weißwäscher